# Apolemichthys xanthurus
Apolemichthys xanthurus е вид лъчеперка от семейство Pomacanthidae. Видът е незастрашен от изчезване.

## Разпространение и местообитание
Разпространен е в Индия, Индонезия (Сулавеси), Мавриций, Малайзия, Малдиви, Мианмар, Реюнион, Тайланд и Шри Ланка.
Среща се на дълбочина от 5 до 25 m.

## Описание
На дължина достигат до 15 cm.